# Ignaz Rudolph Schiner

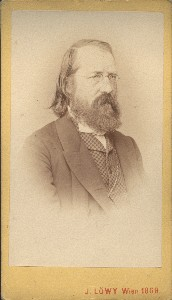
Ignaz Rudolf Schiner (Foto: Josef Löwy)

Ignaz Rudolph Schiner, genannt Rudolph, (* 17. April 1813 in Fronsburg, Horn, Österreich; † 6. Juli 1873 in Wien) war ein österreichischer Entomologe, spezialisiert auf Zweiflügler (Diptera).
Hauptberuflich war er Jurist zuerst im Landwirtschaftsministerium und dann im Finanzministerium in Wien. Er war promoviert.
Er veröffentlichte eine Übersicht über die Zweiflügler in Deutschland und Österreich sowie einen Katalog der Zweiflügler Europas und bearbeitete die Zweiflügler der Novara-Expedition von 1857 bis 1859. Seine Sammlung ist im Naturhistorischen Museum Wien. Von ihm stammen viele Erstbeschreibungen.
1854 klassifizierte er in Höhlen lebende Insekten nach der Abhängigkeit von ihrer Umwelt. So beschrieb Schiner auch die Grotten-Fauna für den kleinen Reiseführer des Österreichischen Lloyd „Adelsberg und seine Grotten“ von 1861, von der damals vor allem Insekten bekannt waren.

## Schriften
- Fauna Austriaca. Die Fliegen (Diptera). Nach der analytischen Methode bearb., mit der Characteristik sämmtlicher europäischer Gattungen, der Beschreibung aller in Deutschland vorkommenden Arten und der Aufzählung aller bisher beschriebenen Arten. Von J. Rudolph Schiner. I. Theil. Wien. C. Gerolds Sohn, 1862–64, Biodiversity Library
- Catalogus systematicus dipterorum Europae, Wien: Societatis Zoologico-Botanicae 1864, Biodiversity Library